# Mezilečí
Mezilečí là một làng thuộc huyện Náchod, vùng Královéhradecký, Cộng hòa Séc.